# Spiders
Spiders è un singolo promozionale del gruppo musicale statunitense System of a Down, estratto dal primo album in studio System of a Down e pubblicato nel 1999.

## Descrizione
Come molte brani dei System of a Down, Spiders è stato composto in tonalità di Do minore e utilizzo un tempo lento di 4/4. La melodia è pressante, lenta e triste, e crea un'atmosfera buia ed echeggiante. La voce di Serj Tankian, bassa e melodica nei versi, diventa energica e dissonante nel ritornello.
La traccia parla principalmente del V-chip, il chip del computer che blocca i contenuti violenti. Esso viene descritto come dotato di molte zampe e paragonato quindi ad un ragno. Spiders contiene però anche un messaggio di denuncia verso il governo e i suoi poteri, utilizzati spesso per spiare e studiare la popolazione in modo illegittimo.

## Video musicale
Il videoclip del brano venne diretto da Charlie Deaux nel 1999. Recentemente, una seconda versione del video è fatta circolare su siti di video sharing come YouTube, con una linea temporale più coerente e con più inquadrature per i componenti del gruppo. Nel video appare l'attrice Joline Towers.

## Tracce
CD promozionale (Stati Uniti)
1. Spiders – 3:35

## Formazione
- Serj Tankian – voce
- Daron Malakian – chitarra
- Shavo Odadjian – basso
- John Dolmayan – batteria

## Classifiche
| Classifica (2000)             | Posizione massima |
| ----------------------------- | ----------------- |
| Stati Uniti (alternative)     | 38                |
| Stati Uniti (mainstream rock) | 25                |